# Stefanie Sanders
Stefanie Antonia Sanders (* 12. Juni 1998 in Soltau) ist eine deutsche Fußballspielerin.

## Karriere

### Vereine
Sanders begann bereits im Alter von vier Jahren beim TSV Neuenkirchen mit dem Fußballspielen. Über eine einjährige Zwischenstation beim JFV A/O/Heeslingen wechselte sie 2013 in die Jugendabteilung von Werder Bremen, mit dessen B-Juniorinnen sie von 2013 bis 2015 in der B-Juniorinnen-Bundesliga antrat. 2014/15 wurde sie mit der Mannschaft Staffelsieger Nord/Nordost und nach einer 1:3-Finalniederlage gegen den 1. FFC Turbine Potsdam deutscher Vizemeister. Sowohl 2013/14 als auch 2014/15 war sie Torschützenkönigin der Staffel Nord/Nordost und ist derzeit (Stand: Saisonende 2014/15) mit 54 erzielten Treffern staffelübergreifend Rekordtorschützin der B-Juniorinnen-Bundesliga. Neben ihren Einsätzen für die B-Juniorinnen kam Sanders in der Saison 2014/15 bereits zu acht Einsätzen für Werders Frauenmannschaft in der 2. Bundesliga Nord, bei denen sie einen Treffer erzielte. Als Zweitplatzierter stieg sie mit den Bremerinnen in dieser Spielzeit in die Bundesliga auf, da Meister 1. FC Lübars auf einen Aufstieg verzichtete. Seit der Saison 2015/16 gehörte sie zum Kader der Bundesligamannschaft und gab am 30. August 2015 (1. Spieltag) im Heimspiel gegen den 1. FC Köln ihr Bundesligadebüt. Beim 6:2-Sieg ihrer Mannschaft erzielte sie in dieser Partie mit den Treffern zum 2:2 bzw. 5:2 sogleich ihre ersten beiden Bundesligatore.
Zur Spielzeit 2021 wechselte sie zum schwedischen Erstligisten FC Rosengård. Nach zwei Spielzeiten, in denen sie elf Tore in 38 Punktspielen erzielt und somit zu zwei Meisterschaften beigetragen hatte, kehrte sie im Januar 2023 zu Werder Bremen zurück. Mit sieben weiteren Mitspielerinnen wurde sie am letzten Spieltag – an dem sie noch einmal spielte – vom Verein verabschiedet; ihre Vertragslaufzeit wurde nicht verlängert und damit ist sie zunächst ohne neuen Verein.
Im September 2023 schloss sie sich dem zu diesem Zeitpunkt belgischen Tabellenführer der ersten Liga, Oud-Heverlee Leuven, an.

### Nationalmannschaft
Seit ihrem Debüt für die U15-Nationalmannschaft im Oktober 2012 stand Sanders regelmäßig im Aufgebot deutscher Nachwuchsauswahlen und erwies sich bei ihren Einsätzen als sehr treffsicher: bei 51 Einsätzen netzte sie 40 Mal ein. 2014 gewann sie mit der U16-Nationalmannschaft den Nordic-Cup, nachdem sie im März desselben Jahres mit der U17-Nationalmannschaft an der Weltmeisterschaft in Costa Rica teilgenommen hatte und dort in zwei Gruppenspielen eingewechselt wurde. Im Folgejahr erreichte sie ebenfalls mit der U17-Nationalmannschaft bei der Europameisterschaft auf Island das Halbfinale, wo man sich jedoch der Schweizer Auswahl mit 0:1 geschlagen geben musste. Mit sechs erzielten Treffern sicherte sich Sanders bei diesem Turnier den Titel der Torschützenkönigin. Im August 2015 wurde sie von Trainerin Maren Meinert für die erste Qualifikationsrunde zur Europameisterschaft 2016 erstmals in den Kader der U19-Nationalmannschaft berufen.

## Erfolge
- Schwedischer Meister 2021, 2022
- Torschützenkönigin des DFB-Pokalwettbewerbs: 2020/21
- Aufstieg in die Bundesliga 2014/15 (mit Werder Bremen)
- Meister B-Juniorinnen-Bundesliga Nord/Nordost 2014/15 (mit den B-Juniorinnen von Werder Bremen)
- Deutscher B-Juniorinnen-Vizemeister 2015 (mit den B-Juniorinnen von Werder Bremen)
- Torschützenkönigin B-Juniorinnen-Bundesliga Nord/Nordost 2013/14 und 2014/15
- Nordic-Cup-Siegerin 2014 (mit den U16-Juniorinnen des DFB)
- Torschützenkönigin U-17-Europameisterschaft 2015